# 四騎の会ドラマシリーズ
『四騎の会ドラマシリーズ』（しきのかいドラマシリーズ）は、1972年（昭和47年）1月3日から同年7月17日までフジテレビ系列局で放送されていた四騎の会製作のテレビドラマシリーズである。全4作品。放送時間は毎週月曜 21:00 - 21:56 （日本標準時）。
| 作品名           | 放送期間（1972年） | 話数 | 原作                 | 脚本             | 監督           | 主演       |
| ---------------- | ------------------ | ---- | -------------------- | ---------------- | -------------- | ---------- |
| でっかい母ちゃん | 1月3日 - 1月24日   | 4    | （なし）             | 山田太一         | 川頭義郎       | 京塚昌子   |
| 化石             | 1月31日 - 3月20日  | 8    | 井上靖               | 稲垣俊、吉田剛   | 小林正樹       | 佐分利信   |
| ただいま浪人     | 3月27日 - 6月5日   | 11   | 遠藤周作             | 鴨三七、大藪郁子 | 市川崑（演出） | 宇津宮雅代 |
| 愛子よ眠れ       | 6月12日 - 7月17日  | 6    | アンドリュー・ガーヴ | 田向正健         | 中村登         | 二谷英明   |